# Exte
Pour plus de détails, voir Fiche technique et Distribution.
Exte (エクステ, Ekusute) est un film japonais réalisé par Sion Sono, sorti en 2007.

## Synopsis
Des extensions capillaires s'attaquent aux femmes qui les portent.

## Fiche technique
- Titre : Exte
- Titre original : エクステ (Ekusute)
- Réalisation : Sion Sono
- Scénario : Sion Sono, Masaki Adachi et Makoto Sanada
- Musique : Tomoki Hasegawa et Sion Sono
- Photographie : Hiro'o Yanagida
- Montage : Jun'ichi Itō
- Production : Tsugio Hattori et Makoto Okada
- Société de production : Central Arts et Toei Picture Company Productions
- Pays :  Japon
- Genre : Comédie horrifique et fantastique
- Durée : 108 minutes
- Dates de sortie : 
  - Japon : 17 février 2007

## Distribution
- Chiaki Kuriyama : Yūko Mizushima
- Megumi Satō : Yuki Morita
- Tsugumi : Kiyomi Mizushima
- Eri Machimoto : Sachi Kōda
- Miku Satō : Mami
- Yūna Natsuo : Kondō
- Ken Mitsuishi : Tatsuo Sugawara
- Hiroshi Yamamoto : Jirō Tamura
- Tetsushi Tanaka : Yaguchi
- Hikari Mitsushima : Yuriko Shiina
- Ayaka Onoue : Nana Katō
- Ryōsuke Nagata : Yūta Sakurai
- Erika Mine : Sarina Tanaka
- Mari Hayashida : Yukari Suzuki
- Yōji Tanaka : Takashima
- Yūrei Yanagi : Hattori
- Shunpei Ōtani : Mitsuya
- Atsushi Yamanaka : Nakamura
- Nobuyuki Ogawa : Nagase
- Yoshikazu Ebisu : Takushī Untenshu

## Distinctions
Le film a reçu le prix du jury horreur à l'Austin Fantastic Fest 2007.